# Апрмон сир Аје
Апрмон сир Аје (фр. Apremont-sur-Allier) је насељено место у Француској у региону Центар, у департману Шер.
По подацима из 2011. године у општини је живело 73 становника, а густина насељености је износила 2,38 становника/km².

## Демографија
| 1962. | 1968. | 1975. | 1982. | 1990. | 2011. |
| ----- | ----- | ----- | ----- | ----- | ----- |
| 201   | 180   | 144   | 106   | 83    | 73    |